# Riedesel

Stammwappen der Riedesel Freiherren zu Eisenbach

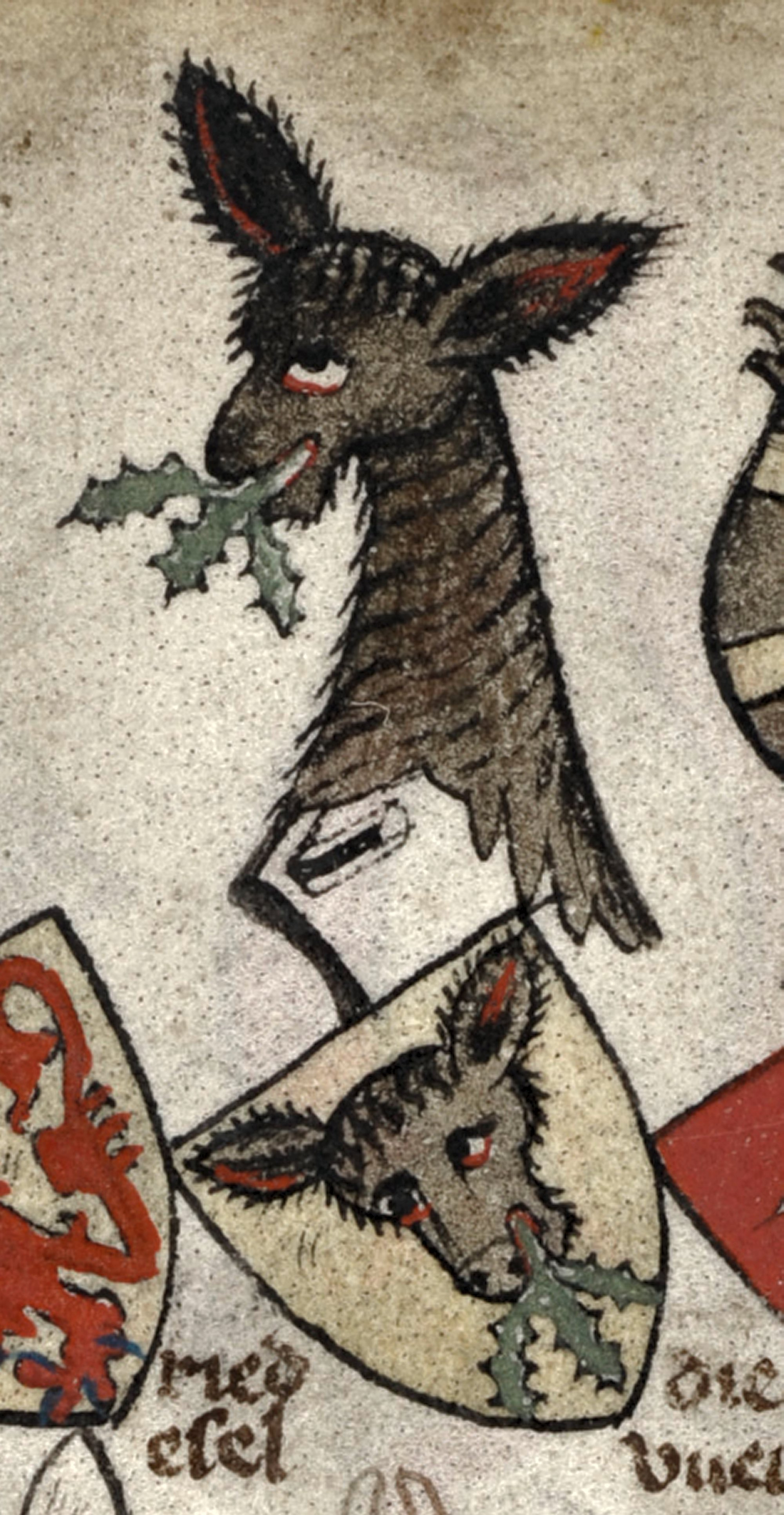
Wappen derer von Riedesel im Armorial Gelre, 1369–1414

Die ursprünglich ritterschaftliche Familie der Freiherren Riedesel zu Eisenbach (seit 1680 „Riedesel FzE“) gehört zum hessischen Uradel. Aus dem Raum westlich von Marburg ist die älteste Nennung eines Riedesel überliefert, später wird von Besitzungen und Beurkundungen aus den Bereichen Ziegenhain, Kassel und Melsungen berichtet.
Die Riedesel stellten seit 1432 den Erbmarschall zu Hessen. Das jeweils an Jahren älteste männliche Mitglied der Riedesel war der Titelinhaber. Die Familie ist seit Gründung der Althessischen Ritterschaft im Jahr 1532 bis heute dort Mitglied. Nominell steht der Ritterschaft noch heute ein Mitglied der Familie Riedesel vor. Im Jahr 2006 war Kraft Riedesel Freiherr zu Eisenbach in dieser Position. Auf Grund der Besitzungen um Lauterbach gehörte die Familie ebenfalls im Main-Quartier des Kantons Rhön-Werra zur Fränkischen Reichsritterschaft.
Die Riedesel führten als titulierter Adel den „Freiherrn“ ohne das übliche „von“, da der Name sich vom Wappen bzw. einem Übernamen, nicht von einer Stammburg herleitet.

## Geschichte

### Ursprung
Mit Ditmarus Ridesil wird das Geschlecht um 1226 erstmals urkundlich erwähnt. Die Stammreihe beginnt mit dem Ritter Johann Riedesel, der 1293 landgräflicher Vogt in Kassel und 1308 in der Melsunger Gegend begütert war.

### Lauterbach-Eisenbachsche Linie und Besitzungen

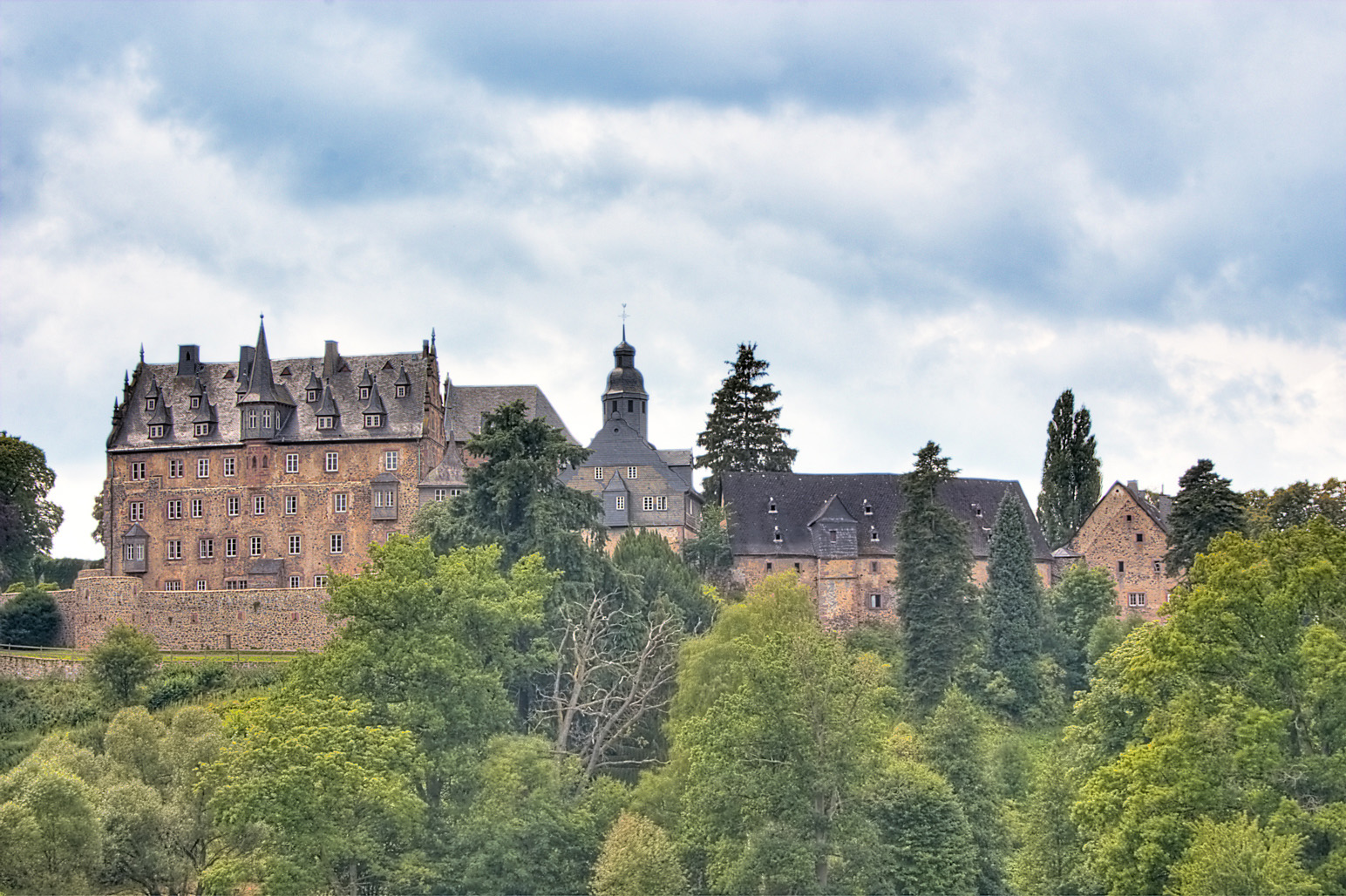
Schloss Eisenbach

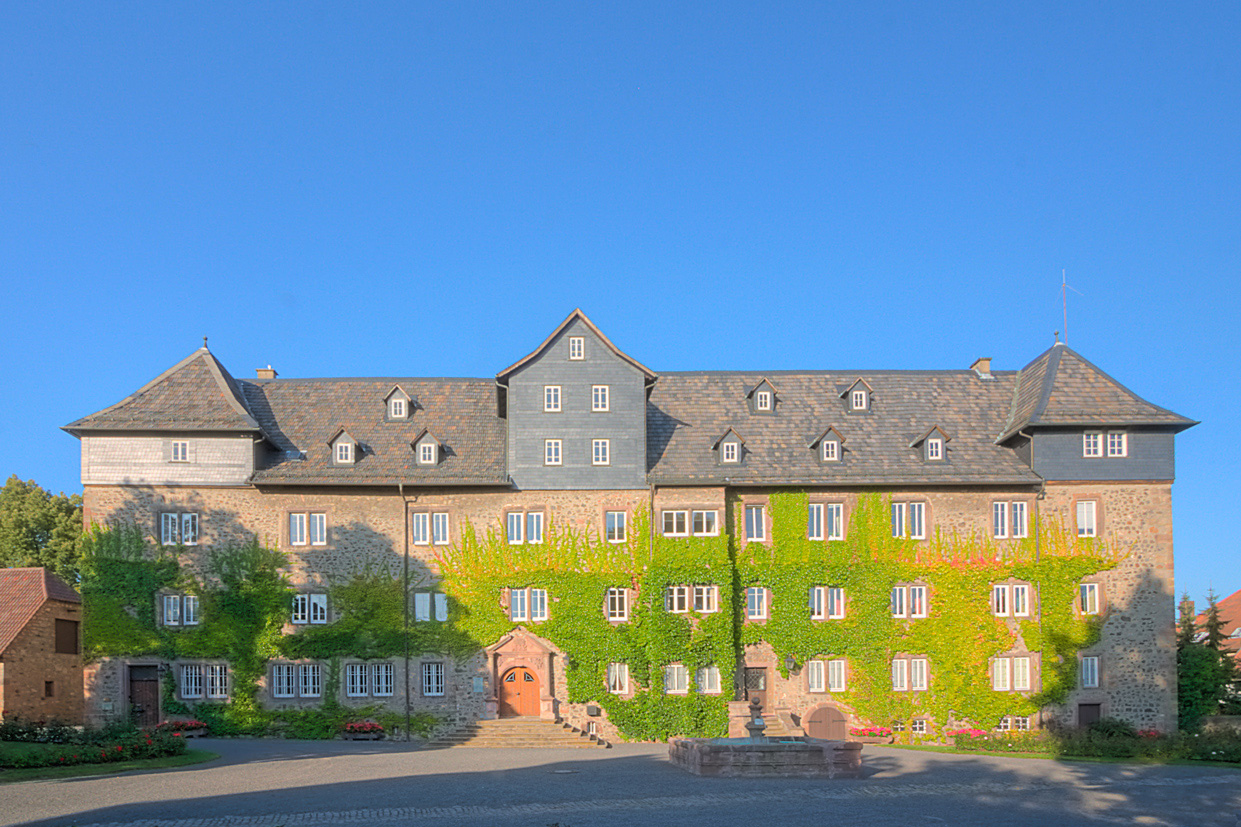
Burg Lauterbach

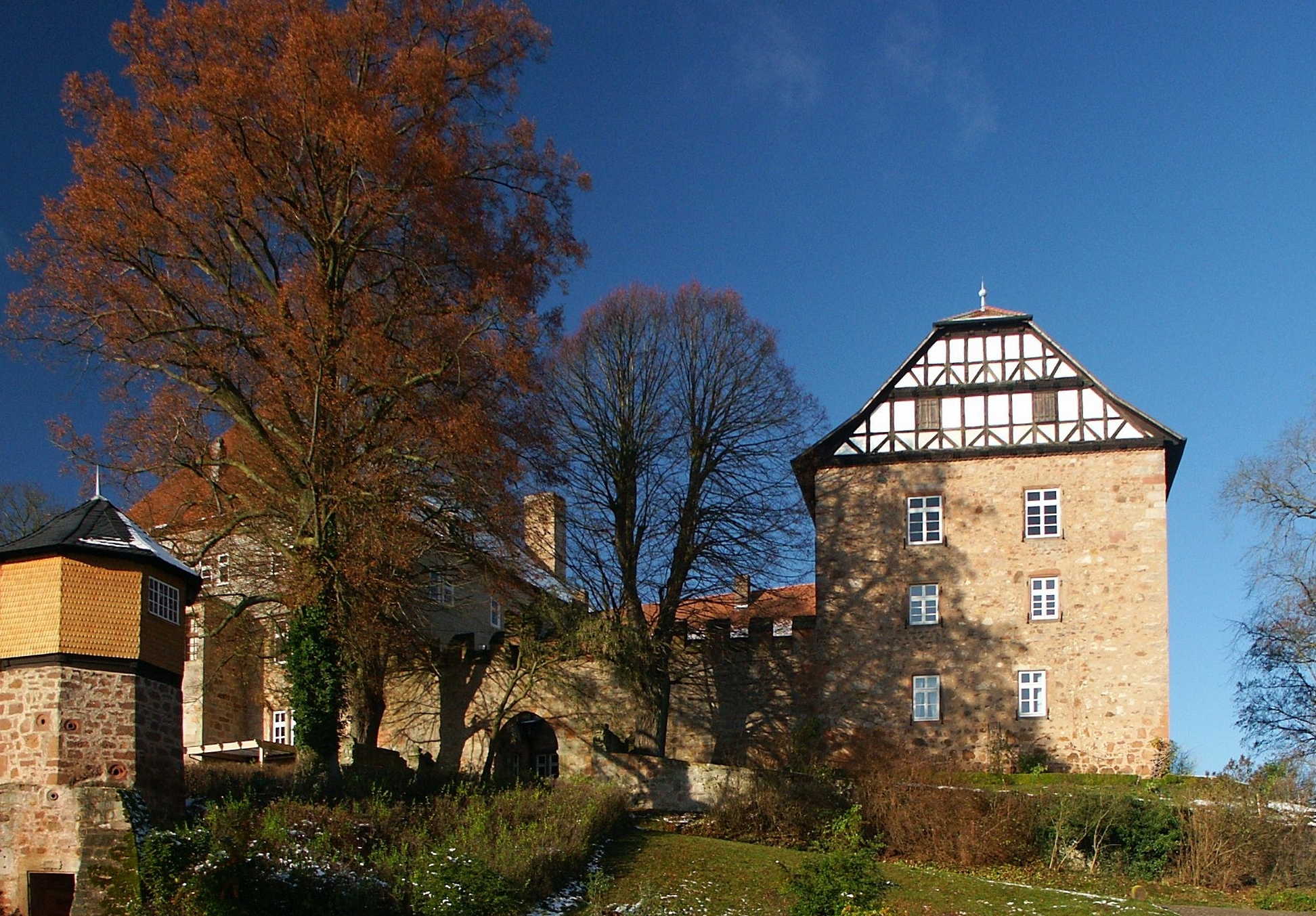
Schloss Ludwigseck

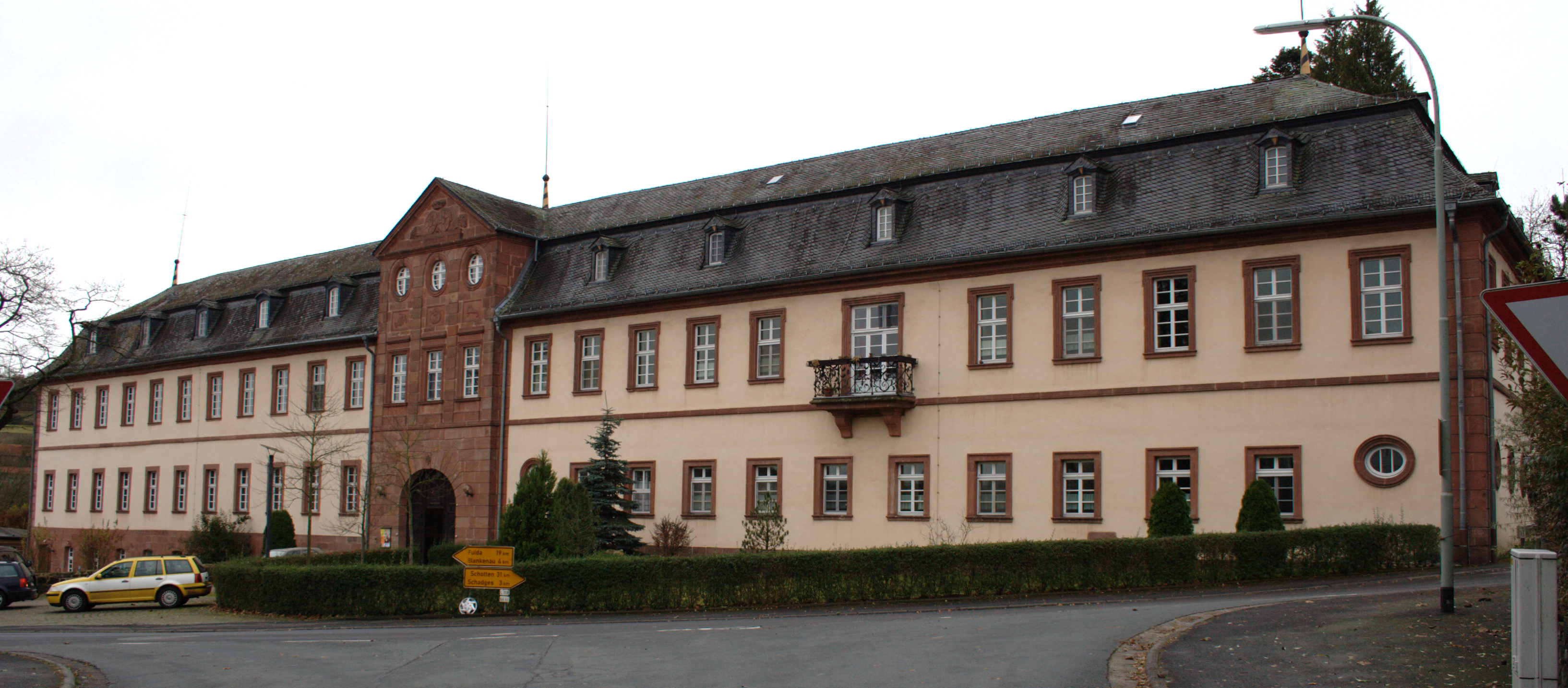
Schloss Stockhausen

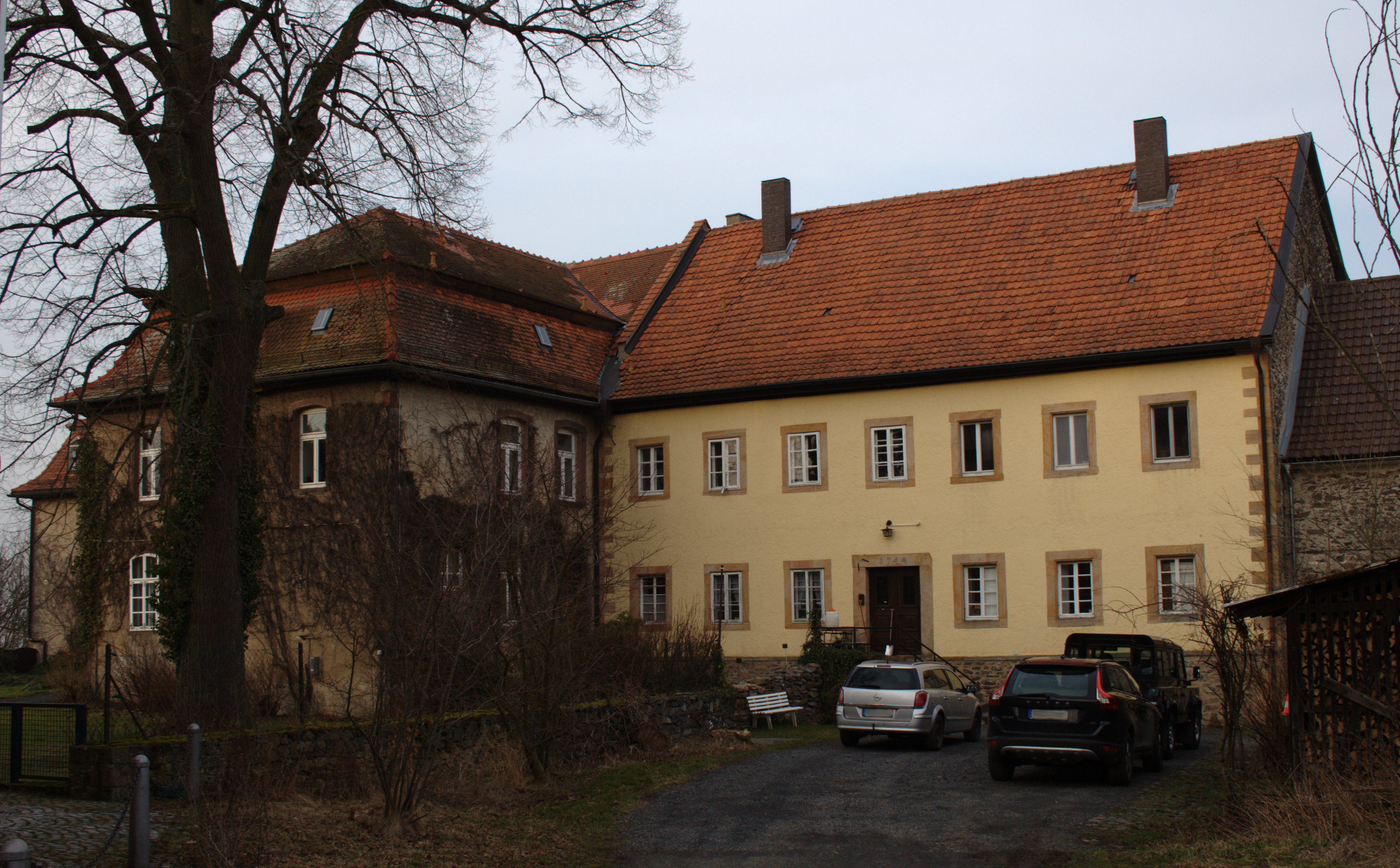
Schloss Altenburg (Alsfeld)

Als 1428 die Herren von Eisenbach auf Schloss Eisenbach mit Rörich II. von Eisenbach im Mannesstamm ausstarben, wurde der Ritter Hermann II. Riedesel (1407–1463), genannt der „Goldene Ritter“, neuer Amtmann der fuldischen Besitzungen im Raum Lauterbach. Die Ehe seines Sohnes Johann mit Rörichs Tochter Margarete kurz vor Rörichs Tod und seine umsichtige und energische Politik, zu der auch die Abfindung der anderen drei Eisenbacher Töchter und deren Ehemänner (u. a. ein von Buchenau) gehörte, sicherte seinem Geschlecht die gesamte Gegend um Lauterbach, einschließlich der Burgen Eisenbach, Lauterbach, Ludwigseck und Stockhausen. Hermann erlangte 1432 auch das danach in seiner Familie erbliche Amt des landgräflich-hessischen Erbmarschalls. Da jedoch die Eisenbachschen Lehen zunächst an verschiedene Lehensherren heimgefallen und von denen teilweise an andere Gefolgsleute vergeben worden waren, dauerte die Arrondierung der Riedeselschen Herrschaft doch einige Zeit; so kam z. B. der Mooser Grund erst 1466 als Lehen der pfälzischen Wittelsbacher an die Riedesel. Streit über Umfang und Grenzen der ehemals Eisenbacher Lehen, insbesondere mit der Abtei Fulda, führte in den Jahren 1465–1471 zu blutigen Auseinandersetzungen zwischen der Abtei und den Riedesel, wobei die meisten Dörfer zwischen Lauterbach und Fulda, und insbesondere die im umstrittenen Gericht Moos, verwüstet wurden. Die Fehde wurde ab 1469 sogar Teil des Hessischen Bruderkriegs, da Ludwig II. die Riedesel, sein Bruder Heinrich III. aber die Abtei unterstützte.
Auch im 16. Jahrhundert gab es schwere Auseinandersetzungen mit der die Vogtei (weltliche Gerichtsbarkeit) gebenden Abtei Fulda. 1527 führte Hermann IV. Riedesel zu Eisenbach die Reformation ein. Der Verlauf der Reformation im Riedeselland verlief nicht reibungslos. Dabei wurde der Gegensatz zwischen den beiden Brüdern Hermann IV. und Theodor Riedesel – ersterer ein Anhänger Luthers, letzterer ein Verteidiger der katholischen Lehre – sichtbar, der bald in eine offene Feindschaft mündete. Diese ging so weit, dass sie die Kapelle im Schloss Eisenbach nur noch über verschiedene Türen betraten, um sich nicht zu begegnen. Erst nach ihrem Tod gelang es Hermann V. Riedesel, Sohn von Hermann IV., die Reformation endgültig durchzusetzen. Bis etwa 1560 nahmen alle Mitglieder der Familie Riedesel den evangelischen Glauben an. Die 1557 von ihnen erlassene evangelische Kirchenordnung schrieb den Untertanen vor, wenigstens einmal im Jahr zum Abendmahl zu gehen. Infolge der Reformation ergab sich ein völliger Bruch mit dem katholischen Fulda. Vergeblich versuchte der Fuldaer Abt, Lauterbach wieder unter seine Herrschaft zu bringen. 1548 eroberte Fulda die Stadt Lauterbach im Handstreich. Die Riedesel setzten alles daran, in jahrelangen vergeblichen Prozessen wieder in den Besitz der Stadt zu kommen. Mit Hilfe des mächtigen protestantischen Grafen von Oldenburg gelang es ihnen 1552, durch Gewalt wieder die Herrschaft über Lauterbach zu erhalten. Die unklare Rechtslage wurde erst 1684 durch den Abschluss eines Vertrages zwischen der Abtei Fulda und den Riedesel beendet. Die Vogtei Lauterbach wurde zum Lehen erklärt und auf die Riedesel, die der reichsunmittelbaren fränkischen Ritterschaft angehörten und in diesem Jahr in den Freiherrenstand erhoben wurden, als selbständigen Landesherren übertragen. Die Herrschaft Riedesel war de facto ein eigenständiger Staat und bestand bis 1806. Dann wurde sie mediatisiert und in die Provinz Oberhessen des Großherzogtums Hessen eingegliedert.

### Teilungen der Linie Eisenbach in Zweige
Mit dem Tod von Hermann IV. Riedesel zu Eisenbach begann die Teilung der Linie Riedesel zu Eisenbach in vier Zweige oder Häuser. Begründer des Hauses Hermannsburg (in Stockhausen) wurde dessen ältester Sohn Johann Riedesel (1531–1550). Dessen jüngerer Bruder Volprecht Riedesel (1500–1580) bildete den anderen Zweig: Sein einziger Sohn Konrad Riedesel (1546–1593) hatte drei Söhne, die Begründer des Hauses Ludwigseck (Volprecht Riedesel (1578–1632)), des Hauses Altenburg (Georg Riedesel (1580–1631)) und des Hauses Burg (in Lauterbach) (Johann Riedesel (1588–1632)). 1586 schlossen die Brüder Johann und Volprecht für das Haus Hermannsburg und die Brüder Georg und Konrad einen Erbvertrag, wonach der Besitz beider Linien als Familienfideikommiss ungeteiltes Samteigentum bleiben sollte. Der Senior des Hauses, der Erbmarschall, war Oberhaupt der Herrschaft Riedesel. Für Familienangelegenheiten fand jährlich ein Treffen der männlichen Riedesels in Lauterbach statt.
Beide Zweige bauten die Burg Eisenbach im 16. Jahrhundert zu einem Schloss aus. Die aus gotischer Zeit stammende Burg Lauterbach wurde ebenfalls 1580 bis 1581 zum Schloss mit Renaissanceportal umgebaut. Die Hermannsburg in Stockhausen wurde im 16. Jahrhundert erbaut und zwischen 1770 und 1801 durch das heutige klassizistische Schloss ersetzt. Schloss Altenburg bei Alsfeld war lange verpfändet, bis 1681 Hermann XVI. Riedesel das Schloss bezog. Alle vier Schlösser gehören bis heute den Freiherren Riedesel zu Eisenbach. Die 1419 vollendete Burg Ludwigseck wurde im Dreißigjährigen Krieg zum Teil zerstört und danach um 1677 als Schloss wiedererrichtet, welches im 19. Jahrhundert historistisch saniert wurde; Ludwigseck wechselte in den 1980er Jahren auf dem Erbwege in den Besitz der Familie von und zu Gilsa.

### Standeserhöhung
Seit 1680 werden die Riedesel im Reichsfreiherrenstand als Riedesel Freiherren zu Eisenbach geführt. Bis zur Mediatisierung 1806 herrschten sie im Raum Lauterbach reichsunmittelbar. Das dortige Schloss Eisenbach blieb Gemeinbesitz aller drei Familien-Linien – Ludwigseck (in den 1980er Jahren erloschen), Altenburg und Burg Lauterbach – der Gesamtfamilie Riedesel. Ihre umfangreichen Besitzungen erstreckten sich vom heutigen Landkreis Hersfeld-Rotenburg über den Vogelsbergkreis bis südlich des Vogelsberges.

### Hessischer Erbmarschall

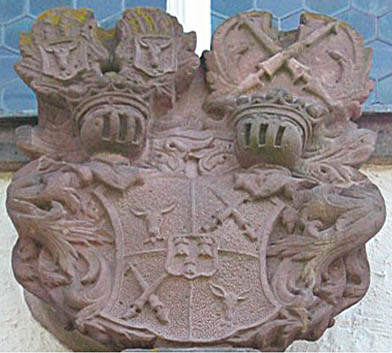
Das Wappen der Riedesel zu Eisenbach, Erbmarschälle von Hessen über der Kirchentür von Landenhausen (Wartenberg)

Im Jahre 1432 wurde, in Nachfolge von Eckhard II. von Röhrenfurth, dessen Schwiegersohn Hermann II. Riedesel (1407–1463) mit dem seit 1343 erblichen Hofamt des hessischen Erbmarschalls belehnt. Bis 1918, dem Ende der Monarchie in Hessen-Darmstadt, hatte jeweils der älteste männliche Riedesel der Gesamtfamilie dieses Amt inne. Seit 1918 ist Erbmarschall von Hessen nur noch ein Höflichkeitstitel, der jedoch nominal bei der heute noch existierenden Althessischen Ritterschaft weiterhin mit der Stellung des ranghöchsten Mitglieds einhergeht.
Das Erbmarschallamt wurde auch nach der Landesteilung in Hessen-Kassel (später Kurfürstentum Hessen) und Hessen-Darmstadt (später Großherzogtum Hessen) ungeteilt und wurde somit in den beiden Fürstentümern weiterhin von dem ältesten Riedesel ausgeübt. Der Erbmarschall war später jeweils Mitglied der Ersten Kammer in den hessischen Landständen (Kammerparlamenten). Nach der Annexion Kurhessens durch Preußen 1866 nahm der Erbmarschall zudem einen Sitz im Preußischen Herrenhaus ein. Im Gegensatz zu dem Adelsgeschlecht Berlepsch (Erbkämmerer von Hessen) nahmen die Riedesel keinen fremden (nicht hessischen) Grafentitel an.

### Weitere Linien (außer Eisenbach)
Andere Riedesel-Linien (zu Camberg, zu Bellersheim, die auch Burgmannen der Burg Friedberg waren, zu Josbach, zu Vers usw.) hielten Ämter 1300–1600 in Hessen und Westfalen. Manche Wappen sind in der Elisabethkirche in Marburg zu finden. Als Adelsstamm waren sie vor 1700 ausgestorben.
- Philipp Eberhard Riedesel starb 1628 als der letzte zu Camberg[3]
- Johann Gotfrid Riedesel starb 1640 als der letzte zu Bellersheim[4]

Es ist ungeklärt, ob die zahlreichen Riedesel-Familien im Altkreis Wittgenstein und die von diesen abstammenden und heute in den Vereinigten Staaten lebenden Riedesel tatsächlich Nachkommen der Riedesel zu Josbach sind. Diese Theorie, mehr als Frage formuliert, kreist vor allem unter den in die Vereinigten Staaten ausgewanderten Nachkommen der bürgerlichen Riedesel aus dem Raum Wittgenstein.

## Wappen
Das Stammwappen zeigt in Gold einen vorwärts gekehrten schwarzen Eselskopf mit drei Riedblättern im Maul. Auf dem Helm mit schwarz-goldenen Decken steht ein offener schwarzer Flug, jeweils mit einem goldenen Schildchen, auf dem sich der Eselskopf wiederholt, belegt.
Das Freiherren-Wappen ist ein um die (drei) Türme der ausgestorbenen und beerbten Herren von Eisenbach und die gekreuzten Marschallstäbe vermehrtes und geviertes Wappen mit Mittelschild. Oben und unten das Riedeselsche Wappentier, vorn und hinten die gekreuzten Marschallstäbe. Im Herzschild die 1 zu 2 angeordneten bezinnten Türme der beerbten Herren von Eisenbach. Helmzier war zweimal ein Flug, heraldisch rechts ein offener Flug mit je einem Stammwappen pro Schwinge, links ein offener Flug, der durch zwei gekreuzte große Marschallstäbe fast geschlossen wirkt; beide auf einem Helm als Topfhelm mit dreifach senkrecht geschlitztem Visier, meist aber als Spangenhelm dargestellt.

## Persönlichkeiten

### Erbmarschalle
| Bild | Nummer  | Erbmarschall                                                   | Amtszeit  | Lebensdaten                             | Anmerkung |
| ---- | ------- | -------------------------------------------------------------- | --------- | --------------------------------------- | --- |
|      | 6       | Hermann II. Riedesel                                           | 1432–1463 | 1407–1463                               | Schwiegersohn von Eckhardt II. von Röhrenfurth |
|      | 7       | Hermann III. und Georg I. Riedesel (Brüder)                    | 1463–1500 | Georg † 1482/1483                       | |
|      | 8       | Hermann IV. Riedesel                                           | 1500–1529 | 1463–1529                               | |
|      | 9       | Theodor Riedesel zu Eisenbach                                  | 1529–1531 |                                         | |
|      | 10      | Johann II. Riedesel                                            | 1531–1550 | 1490–1550                               | |
|      | 11      | Volprecht I. Riedesel zu Eisenbach                             | 1550–1563 | 1500–1563                               | Ehefrau Apollonia geb. Waldpott von Bassenheim (1510–1571/82), Kinder: Georg IV. von Riedesel zu Eisenbach, Hermann VII., Hans Volprecht I., Konrad II., Anna (verehelichte von Cronberg, später von Berlepsch), Maria, Apollonia; Grabmal in der Kirche zu Lauterbach |
|      | 12      | Adolph Hermann Riedesel zu Stockhausen und Hermannsburg        | 1563–1582 |                                         | |
|      | 13 (8)  | Georg IV. von Riedesel zu Eisenbach                            | 1582–1589 | (vor 1563 – 6. Februar 1589 in Ersrode) | 1566 bis 1568 hessischer Rat; in 1. Ehe mit Anna Rau von Holzhausen, in 2. Ehe vor/um 1589 mit Margarete von Boyneburg-Hohenstein zu Jestädt (1565–1623), kurz danach verstorben                                                                                       |
|      | 14 (9)  | Johann III. Riedesel zu Hermannsburg                           | 1589–1609 | 1544–1609                               | |
|      | 15 (10) | Volprecht II. Riedesel zu Eisenbach zu Hermannsburg            | 1609–1610 |                                         | auch Volpert |
|      | 16 (11) | Volprecht IV. Riedesel zu Eisenbach der Mittlere zu Ludwigseck | 1610–1632 | 1578–1632                               | auch Volpert |
|      | 17 (12) | Georg Riedesel zu Eisenbach zu Hermannsburg                    | 1632–1640 | 1588–1640                               | Sohn Volprecht II. |
|      | 18 (13) | Kurt Riedesel zu Eisenbach auf Ludwigseck                      | 1640–1665 | 1603–1665                               | |
|      | 19 (14) | Johann Riedesel zu Altenburg                                   | 1665–1676 |                                         | |
|      | 20 (15) | Johann Riedesel zu Eisenbach (1624–1691) zu Lauterbach         | 1676–1691 | 1624–1691                               | |
|      | 21 (16) | Volpert Riedesel zu Eisenbach zu Ludwigseck                    | 1691–1698 | 1628–1698                               | |
|      | 22 (17) | Hermann Adolph Riedesel zu Eisenbach zu Lauterbach             | 1698–1707 | gest. 1707                              | |
|      | 23 (18) | Georg Riedesel zu Eisenbach zu Lauterbach                      | 1707–1724 | 1657–1724                               | |
|      | 24 (19) | Jost Volprecht Riedesel zu Eisenbach zu Ludwigseck             | 1724–1733 | 1663–1733                               | auch Hans Volpert |
|      | 25 (20) | Adolph Hermann Riedesel zu Eisenbach zu Sickendorf             | 1733–1734 | 1675–1734                               | [ 10 ] |
|      | 26 (21) | Hermann XVIII. Riedesel zu Eisenbach zu Lauterbach             | 1734–1745 | 1682–1745                               | [ 11 ] |
|      | 27 (22) | Hermann XIX. Riedesel zu Eisenbach zu Altenburg                | 1745–1751 | 1682–1751                               | [ 12 ] |
|      | 28 (23) | Friedrich Georg Riedesel zu Eisenbach zu Ludwigseck            | 1751–1775 | 1703–1775                               | [ 13 ] |
|      | 29 (24) | Georg Ludwig Riedesel zu Eisenbach zu Altenburg                | 1775–1800 | 1725–1800                               | |
|      | 30 (25) | Johann Conrad Riedesel zu Eisenbach                            | 1800–1812 | 1742–1812                               | |
|      | 31 (26) | Carl Georg Riedesel zu Eisenbach                               | 1812–1819 | 1746–1819                               | Auch Karl. Präsident des kurhessischen Landtags von 1815/16 |
|      | 32 (27) | Ludwig Riedesel zu Eisenbach zu Ludwigseck                     | 1820–1825 |                                         | |
|      | 33 (28) | August Riedesel zu Eisenbach zu Lauterbach                     |           | 1779–1843                               | Präsident der konstituierenden kurhessische Ständeversammlung |
|      | 29      | Friedrich Franz August Riedesel zu Eisenbach                   |           | 1782–1853                               | Abgeordneter der kurhessische Ständeversammlung, der 1. Kammer der Landstände des Großherzogtums Hessen |
|      | 30      | Ludwig Volprecht Riedesel zu Eisenbach                         |           | 1806–1858                               | Abgeordneter der 1. Kammer der Landstände des Großherzogtums Hessen |
|      | 31      | Georg Riedesel zu Eisenbach                                    |           | 1812–1881                               | Abgeordneter der kurhessische Ständeversammlung, der 1. Kammer der Landstände des Großherzogtums Hessen und des Preußischen Herrenhauses |
|      | 32      | Giesebert Riedesel zu Eisenbach                                |           | 1813–1885                               | Abgeordneter der 1. Kammer der Landstände des Großherzogtums Hessen und des Preußischen Herrenhauses |
|      | 33      | Georg Riedesel zu Eisenbach                                    |           | 1845–1897                               | Abgeordneter der 1. und 2. Kammer der Landstände des Großherzogtums Hessen sowie des Preußischen Herrenhauses |
|      | 34      | Ludwig Riedesel zu Eisenbach                                   |           | 1846–1924                               | Abgeordneter der 1. Kammer der Landstände des Großherzogtums Hessen und des Preußischen Herrenhauses |
|      | 35      | Volprecht Riedesel zu Eisenbach                                |           | 1852–1939                               | Abgeordneter der kurhessische Ständeversammlung und des Kommunallandtages |

### Andere
- Herrmann II. Riedesel (1407–1463), genannt der Goldene Ritter, erwarb die Burg Ludwigseck, die Burg Lauterbach und das Schloss Eisenbach, landgräflich-hessischer Erbmarschall
- Volpert Riedesel von Bellersheim, Abt von Hersfeld 1493–1513
- Johannes Rietesel, auf Neumark (bei Weimar), 1542 von Martin Luther als Taufpate seines Sohnes benannt
- Philip Riedesel zu Camberg, Ordensmeister der Johanniter 1594–1598
- Johann Volprecht Riedesel zu Eisenbach (1696–1757), preußischer General
- Georg Friedrich von Riedesel zu Eisenbach (1708–1790), österreichischer Generalfeldwachtmeister
- Volpert Christian Riedesel zu Eisenbach (1710–1798), sächsischer General
- Georg Ludwig Riedesel zu Eisenbach (1725–1800), Offizier, 24. Hessischer Erbmarschall
- Wilhelm Riedesel von Eisenbach (1738–1798), österreichischer Generalmajor
- Friedrich Adolf Riedesel Freiherr zu Eisenbach (1738–1800), braunschweigischer General
- Johann Hermann Riedesel zu Eisenbach (1740–1785), Schriftsteller und Gesandter Friedrichs des Großen am Wiener Hof
- Friederike Riedesel zu Eisenbach, geb. von Massow (1746–1808), deutsche Schriftstellerin
- Friederike von Reden, geb. Riedesel zu Eisenbach (1774–1854), „Mutter des Hirschberger Tales“
- Carl Ludwig Johann Hermann Riedesel zu Eisenbach (1782–1842), Vizepräsident der ersten Kammer der hessischen Landstände
- Georg Carl Riedesel zu Eisenbach (Karl Georg Riedesel zu Eisenbach; Georg Karl Ferdinand Friedrich Johann Riedesel zu Eisenbach; 1785–1854), Landmarschall des Großherzogtums Sachsen-Weimar-Eisenach
- Moritz Riedesel zu Eisenbach (1849–1923), hessischer Adliger und Offizier
- Wilhelm Riedesel zu Eisenbach (1850–1918), deutscher Rittergutsbesitzer, Verwaltungs- und Hofbeamter
- Georg Riedesel zu Eisenbach (1876–1934), deutscher Jurist und Landrat
- Albrecht Riedesel zu Eisenbach (1882–1955), Offizier und bildender Künstler
- Götz Riedesel zu Eisenbach (1882–1914), deutscher Beamter und Offizier
- Kraft-Gilbrecht Riedesel zu Eisenbach (1917), Ehrenkommendator des Johanniterorden.[15]

Epitaph für Hermann IV. (gest. 1560) und Margarethe Riedesel in der ev. Stadtkirche in Lauterbach
Epitaph für Volprecht I. (gest. 1563) und Apollonia Riedesel
Epitaph für Hans Volprecht (gest. 1569) und Anna Riedesel
Epitaph für Conrad II. (gest. 1593), Elisabeth und Anna Riedesel

## Straßenbenennungen
In Allendorf (Eder), Darmstadt, Kassel, Lauterbach, Starnberg und Cambridge in den USA bestehen Riedeselstraßen, die nach dem Adelsgeschlecht benannt sind.

## Historische Quellen
Das Hessische Staatsarchiv Darmstadt (HStAD) verwahrt die historische, schriftliche Überlieferung der Familie Riedesel zu Eisenbach. Das Familienarchiv kam zwischen 1992 und 1996 als Depositum aus Lauterbach nach Darmstadt. Dort bildet es den Bestand F 27 (Herrschaft Riedesel zu Eisenbach), dessen ca. 750 laufende Meter Akten sich in neun Unterabteilungen gliedern:
- HStAD F 27 A Herrschaft Riedesel zu Eisenbach – Samtarchiv
- HStAD F 27 B Herrschaft Riedesel zu Eisenbach – Amtsbücher und Rechnungen
- HStAD F 27 C Herrschaft Riedesel zu Eisenbach – Andere Familien
- HStAD F 27 D Herrschaft Riedesel zu Eisenbach – Burgsamtarchiv
- HStAD F 27 E Herrschaft Riedesel zu Eisenbach – Linien
- HStAD F 27 F Herrschaft Riedesel zu Eisenbach – Rentkammer
- HStAD F 27 G Herrschaft Riedesel zu Eisenbach – Burgprivatarchiv
- HStAD F 27 H Herrschaft Riedesel zu Eisenbach – Renteiverwaltung
- HStAD F 27 I Herrschaft Riedesel zu Eisenbach – Forstverwaltung

Daneben wurden eine Urkundenabteilung (HStAD B 13) mit mehr als 1350 Urkunden und eine Karten- und Planabteilung (HStAD P 27) eingerichtet.
In anderen Beständen, z. B. HStAD E 12 (Adel und Standesherren), lassen sich ebenfalls Informationen zur Familiengeschichte finden.